# Joan Pagès Viñe
Joan Pagès Viñe   (l'Estartit, 24 de juny de 1961) és un exjugador de bàsquet català que ocupava la posició de pivot.

## Història
La seva carrera esportiva s'inicià en les categories inferiors del FC Barcelona, amb qui es va proclamar campió d'Espanya júnior el 1980. Va jugar en el primer equip del FC Barcelona on guanyà una lliga i una Copa del Rei. Després jugaria al CB Hospitalet i a l'Obradoiro Santiago, una temporada en cada equip. L'any 1983 fitxa pel Màgia d'Osca, on s'assentà durant 7 anys, amb la camiseta verda va jugar 157 partits de la lliga ACB fins a l'any 1990, que es va retirar amb 29 anys a causa d'una greu lesió de genoll, les seves estadístiques eren 12,2 punts i 6,1 rebots en 31 minuts, va sonà com a fitxatge dels grans clubs de l'ACB. La seva presència va ser el principal motiu que el club es pogués permetre tenir un americà exterior, Brian Jackson, una cosa poc habitual en els 80. Jugador dur i no exempt de classe, va arribar a debutar internacionalment amb Espanya, encara que els problemes físics van acabar escurçant una carrera que prometia molt.
Actualment és soci de l'empresa de Loher Publicidad.

## Trajectòria esportiva
- Pedrera FC Barcelona
- 1979-1981 FC Barcelona
- 1981-1982 C.B. Hospitalet
- 1982-1983 Obradoiro Santiago
- 1983-1990 Màgia d'Osca

## Palmarès
- 1 Lliga espanyola: (1980-81)
- 2 Copes d'Espanya: (1979-80, 1980-81)